# Drahovce
Drahovce és un poble i municipi d'Eslovàquia que es troba a la regió de Trnava, a l'oest del país. La primera menció escrita de la vila es remunta al 1309.

## Demografia
| Godina             | 1994 | 2004   | 2014   | 2024   |
| ------------------ | ---- | ------ | ------ | ------ |
| Nombre de persones | 2478 | 2564   | 2561   | 2592   |
| Diferència         |      | +3,47% | −0,11% | +1,21% |

| Godina             | 2023 | 2024   |
| ------------------ | ---- | ------ |
| Nombre de persones | 2610 | 2592   |
| Diferència         |      | −0,68% |